# ارنی اگدل
ارنی اگدل (انگلیسی: Ernie Egdell; ۲۹ مهٔ ۱۹۲۲ – ۲۷ فوریهٔ ۱۹۷۶) بازیکن فوتبال اهل بریتانیا بود.
از باشگاه‌هایی که در آن بازی کرده‌است می‌توان به باشگاه فوتبال دارلینگتون اشاره کرد.